# Pärnu-Jaagupi kirik
Pärnu-Jaagupi kirik är en kyrka i Halinga i Estland. Den byggdes åren 1531–1534. Den är Estlands yngsta gotiska kyrka. Kyrkans altar är från 1794.